# Défrisage

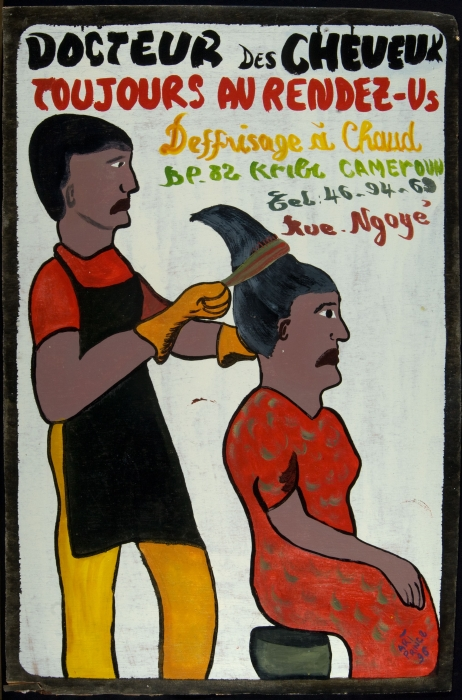
Publicité pour du défrisage. Cameroun, 1996.

Le défrisage utilise un produit défrisant dont l'action chimique et physique sur les cheveux les défrise, c'est-à-dire les raidit. Le défrisage est quelquefois appelé lissage.

## Présentation
Il existe deux types de défrisant :
- alcalin : il supprime des atomes de soufre des liaisons « cystine » du cheveu ; or cet élément est responsable de l'ultrastructure du cheveu.
- thiolé : il fonctionne comme la permanente mais avec des produits plus denses (support crème) pour guider les cheveux, en rompant les liaisons « cystine » dans un premier temps, et en les fixant dans leur nouvelle forme dans un second temps.

Les deux types de défrisage ne sont pas compatibles. Le défrisage est dans tous les cas une transformation durable et profonde de la forme du cheveu en modifiant la structure chimique de la kératine. Certains produits sont vendus sur internet en échappant aux contrôles sanitaires .
Une étude parue en janvier 2012 dans l’American Journal of Epidemiology établit un lien entre l'usage de ces produits et  les risques de développer un fibrome utérin, des problèmes urinaires, ou une puberté précoce,,. Une association française, Label Beauté noire, présidée par Isabelle Mananga-Ossey, met en avant, dans les années 2010, des risques de brûlures, de lésions du cuir chevelu, et d'inhalation de vapeurs toxiques,,.